# الدوري البلغاري الممتاز 1957
الدوري البلغاري الممتاز 1957 (بالبلغارية: „А“ група 1957)‏ هو الموسم 33 من الدوري البلغاري الممتاز. أشرف على تنظيمه اتحاد بلغاريا لكرة القدم، وكان عدد الأندية المشاركة فيه 12، وفاز فيه سسكا صوفيا.